# Ol'ga Kapranova
Ol'ga Sergeevna Kapranova (in russo Ольга Сергеевна Капранова?; Mosca, 6 dicembre 1987) è un'ex ginnasta russa campionessa mondiale individuale nel 2005.

## Biografia
Kapranova ha iniziato a praticare la ginnastica ritmica all'età di 7 anni e nel 2000 è stata invitata da Irina Viner a frequentare il centro di allenamento olimpico.  A livello internazionale ha debuttato nel 2003 vincendo la medaglia d'oro nella gara a squadre ai Mondiali di Budapest.
Entra a far parte del novero delle ginnaste di punta della nazionale russa nel 2005, laureandosi campionessa mondiale ai campionati di Baku davanti all'ucraina Hanna Bezsonova e vincendo inoltre complessivamente pure altri quattro ori. Ai Mondiali di Patrasso 2007 è terza nel concorso individuale e ottiene un analogo piazzamento anche agli Europei di Torino 2008.
Ol'ga Kapranova partecipa alle Olimpiadi di Pechino 2008 qualificandosi alla fase finale con il secondo migliore punteggio. Durante la finale però commette due gravi errori alle clavette, facendosi così superare sia da Ina Žukava sia da Hanna Bezsonova che la fanno scivolare fuori dal podio al quarto posto. Nel 2009 prende parte ai Mondiali Mie 2009, dove vince l'oro nella gara a squadre, e a fine stagione annuncia il suo ritiro.

## Palmarès
- Campionati mondiali di ginnastica ritmica

Budapest 2003: oro nella gara a squadre.
Baku 2005: oro nell'all-around, nella fune, nella palla, nelle clavette e nella gara a squadre.
Patrasso 2007: oro nella gara a squadre, nel cerchio e nelle clavette, argento nella fune, bronzo nell'all-around.
Mie 2009: oro nella gara a squadre.
- Campionati europei di ginnastica ritmica

Mosca 2005: oro nella palla e nella gara a squadre, argento nella fune e nelle clavette.
Baku 2007:  oro nel cerchio e nella gara a squadre, argento nelle clavette, bronzo nella fune.
Torino 2008: bronzo nell'all-around.
Baku 2009: oro nella gara a squadre.
- Giochi mondiali

Duisburg 2005: oro nella palla e nelle clavette.
Kaohsiung 2009: argento nel cerchio, bronzo nella fune.
- Universiadi

Bangkok 2007: argento nell'all-around, nel nastro e nel cerchio.